# Haplopeodes gomphrenae
Haplopeodes gomphrenae är en tvåvingeart som beskrevs av Valladares 1998. Haplopeodes gomphrenae ingår i släktet Haplopeodes och familjen minerarflugor. Inga underarter finns listade i Catalogue of Life.